# Партизански отряд „Панайот Волов“
Партизански отряд „Панайот Волов“ е подразделение на Трета Пазарджишка въстаническа оперативна зона на НОВА по време на партизанското движение в България (1941 – 1944). Действа в околностите на Пазарджик.
Първият партизанин в района е Сотир Сотиров (1941). През 1942 г. се формират малки партизански групи.
В началото на есента на 1943 г. е създадена партизанска чета „Стефан Караджа“. През януари 1944 г. съвместно с Партизанска чета „Кочо Честименски“ завзема с. Виноградец и води тежък бой на 15 февруари 1944 г. при връх „Еледжик“. След дадените жертви, през пролетта на 1944 г. се възстановява и прегрупира.
На 15 юли 1944 г. от партизанска чета „Стефан Караджа“ поради увеличение на броя на участниците е създаден Партизански отряд „Панайот Волов“. През юни същата година към него се присъединяват четите „Хаджи Димтър“ и „Йордан Ципорков“. Командир на отряда е Ангел Чалъков, политкомисар Лука Навущанов.
През лятото на 1944 г., съвместно с Партизански отряд „Ангел Кънчев“ и Партизанска бригада „Чепинец“ (общо около 350 бойци) провеждат координирана четворна акция в с. Варвара, с. Симеоновец, с. Семчиново и гара Варвара. Целта ѝ е да се проведат митинги в подкрепа на ОФ, да се унищожат данъчните и полицейските архиви и да се изземат оръжие и продоволствия от склад на Вермахта в с. Симеоновец. Акцията успява в с. Варвара и с. Симеоновец, на другите две места партизаните са отблъснати. Вследствие на акцията властите организират голямо преследване на отряда. Отрядът взима участие и в сражението при Милеви скали на 4 септември 1944 г.
На 9 септември 1944 г. участва в завземането на властта в селата на Пазарджишко.